# René Rozet
Pour les articles homonymes, voir Rozet.
Auguste René Rozet, né le 14 mai 1858 à Paris et mort le 28 octobre 1939 à Auxerre, est un sculpteur français.

## Biographie
René Rozet étudie avec Pierre-Jules Cavelier et Aimé Millet, il expose d'abord au Salon en 1876. En 1912, il est honoré par la Légion d'honneur.
En 1927, au salon des artistes français, il remporte la médaille d'or hors concours.
On lui doit les figures monumentales du tympan du bâtiment de l'ancien siège de la société sidérurgique Arbed à Luxembourg (ville), (aujourd'hui siège de la société ArcelorMittal), ainsi que nombre d'œuvres décoratives notamment pour l'orfèvre Christofle . 
Le musée d'Orsay conserve trois petits bas-reliefs, et la commune de Jœuf est propriétaire du monument qu'il réalise en hommage aux morts de la guerre de 1914-1918.

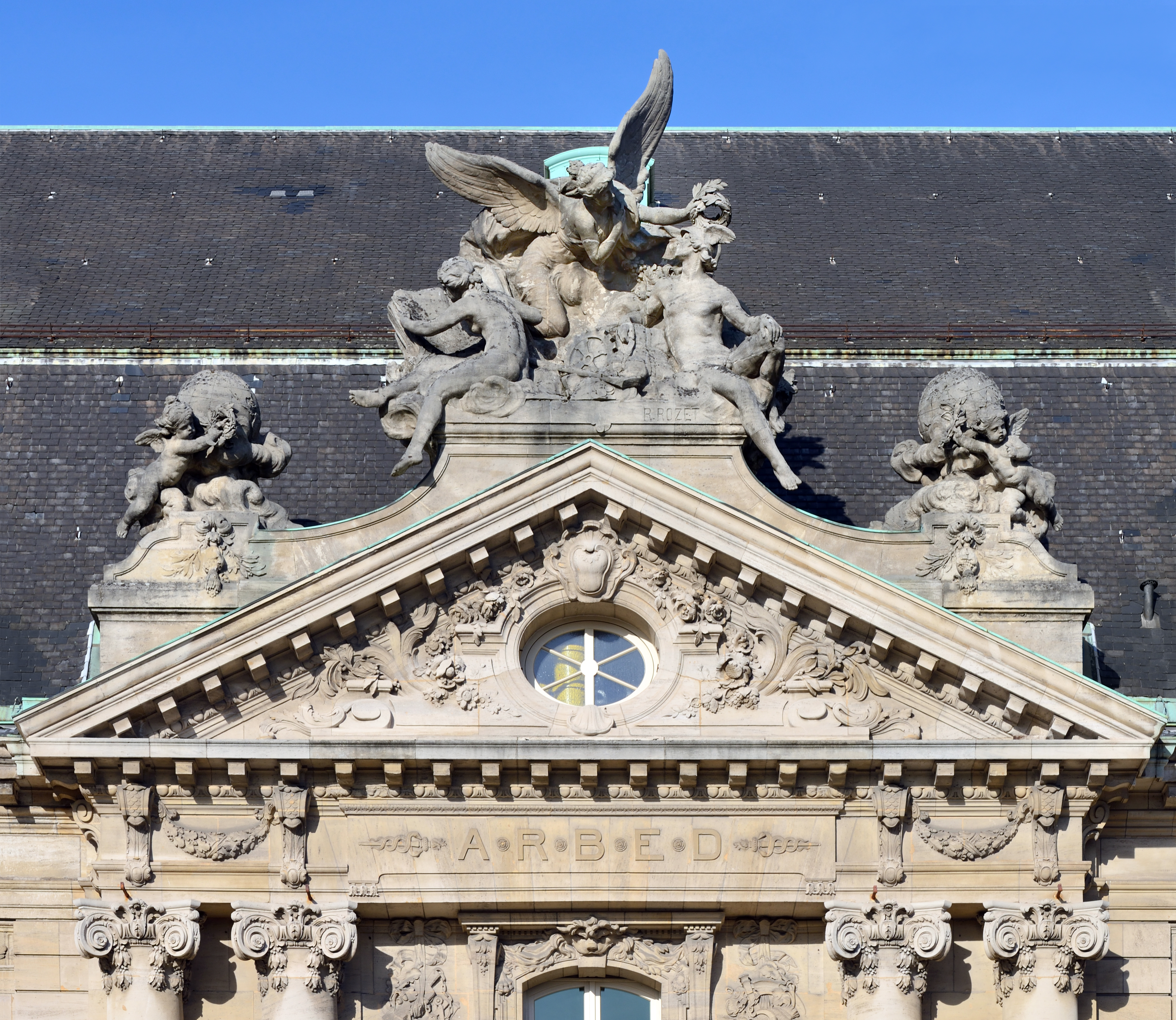
Tympan, bâtiment ARBED Luxembourg (ville), ca, 1922.
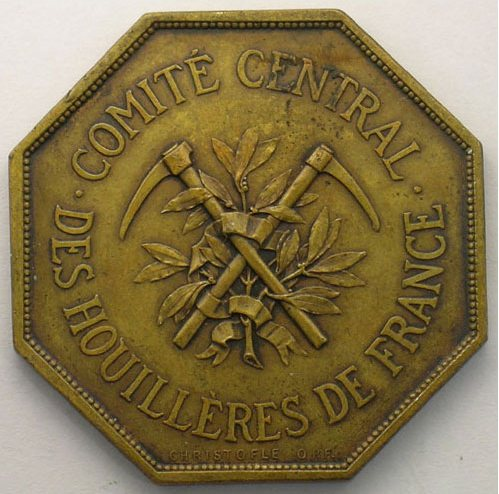
Numismatique des Mines et des Carrières Comité Central des Houillères de France, 1924.
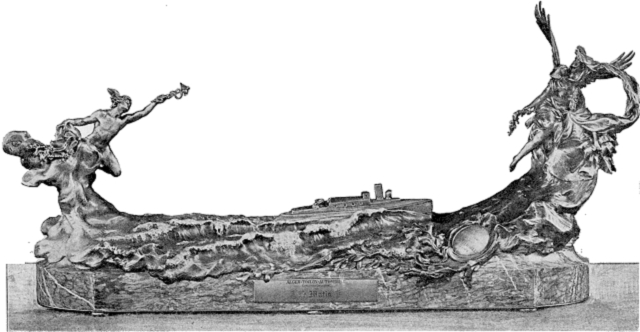
René Rozet, récompense du Prix de l'automobile  qui rapproche l'Algérie de la Métropole, ca.1905.

Il est le père de la sculptrice Fanny Rozet (1881-1958).